# Катастрофа Ил-76 под Кабулом (1984)
Катастрофа Ил-76 под Кабулом — авиационная катастрофа транспортного самолёта Ил-76М ВВС СССР, произошедшая 27 октября 1984 года в районе Кабула (Демократическая Республика Афганистан), при этом погибли 11 человек (7 членов экипажа и 4 пассажира, сопровождавших груз). Самолёт был сбит из ПЗРК. 

## Самолёт
Ил-76М с регистрационным номером СССР-86739 (заводской — 083412354) был выпущен Ташкентским авиационным заводом в 1978 году. Был передан Министерству обороны СССР, которое направило его в 128-й гвардейский военно-транспортный авиационный полк ВВС СССР (базировался в Паневежисе, ЛитССР).

## Экипаж
Лётный экипаж самолёта имел следующий состав:
- Командир экипажа — майор Юрий Фёдорович Бондаренко.
- Помощник командира — старший лейтенант Сергей Михайлович Кайков.
- Штурман — капитан Иван Артёмович Гладыш.
- Бортинженер — капитан Анатолий Михайлович Вакуленко.
- Бортрадист — прапорщик Богдан Евстафьевич Слободян.
- Борттехник по авиационному и десантному оборудованию — капитан Александр Антонович Гурулёв.
- Старший воздушный стрелок — прапорщик Николай Анатольевич Архипов.

## Пассажиры
На борту находились четверо военнослужащих и служащих Советской армии, сопровождавших груз: 
- подполковник Анатолий Максимович Шинкаренко — заместитель начальника Управления военной торговли,
- служащий Владимир Михайлович Шульган,
- служащая Татьяна Анатольевна Врублёвская,
- служащая Галина Александровна Калганова.

## Катастрофа
27 октября 1984 года экипаж майора Ю. Ф. Бондаренко совершал рейс Ташкент—Кабул, на его борту находились 25 тонн груза, принадлежавшего Военторгу. Днём при заходе на посадку был сбит из ПЗРК «Стрела» в 20 километрах юго-восточнее Кабула. Ракета попала в левое крыло между двигателями №1 и №2. Самолет рухнул на землю между дорогой на Джелалабад и кишлаком Дисхабзи-Хас, все находившиеся на его борту 11 человек погибли.